# مسابقه آواز یوروویژن ۲۰۱۴
مسابقه آواز یوروویژن ۲۰۱۴ (به انگلیسی: Eurovision Song Contest 2014) پنجاه و نهمین دوره سالانه مسابقه آواز یوروویژن است.
با برنده‌شدن امیلی دو فورست از دانمارک در سال ۲۰۱۳، در سال بعد یعنی ۲۰۱۴ میلادی، این سری مسابقات در کشور دانمارک برگزار می‌شود. دانمارک در سال‌های ۱۹۶۳ و ۲۰۰۰ میلادی نیز برنده این مسابقه بوده است.